# Ostrówek (powiat turecki)
Ostrówek – wieś w Polsce położona w województwie wielkopolskim, w powiecie tureckim, w gminie Dobra.
W latach 1975–1998 miejscowość należała administracyjnie do województwa konińskiego.
Składa się z jednej wsi, zamieszkałej przez około 120 osób. Jego powierzchnia wynosi 341,59 hektara. Wieś położona jest pomiędzy kompleksem leśnym należącym do Leśnictwa Linne, a łęgami nad rzeką Teleszyną. Stąd być może jej nazwa wywodząca się od słowa ostrów czyli wyspa, ponieważ jest to swoista wyspa w morzu zieleni.
Historia Wsi
Kiedy ustanowiono tę wieś, trudno dociec. W XIX wieku wchodziła w skład dóbr Rzymsko. To tutaj znajdował się jeden z folwarków. W końcu XIX wieku zajmował on powierzchnię ponad 500 mórg, czyli 280 hektarów. Stały tam wówczas trzy budynki murowane i dwa drewniane. W kompleksie wsi leżących na terenie dóbr Rzymsko, wieś Ostrówek była największa. Tamtejsi włościanie mieszkali w jedenastu domach i byli posiadaczami 169 mórg ziemi, czyli blisko 95 ha. Jak informuje XIX-wieczny spis parafii diecezji kujawsko-kaliskiej, Ostrówek należał do parafii Miłkowice. Dopiero w 1928 roku ta poddobrska wieś przeniesiona została do tutejszej parafii. Administracyjnie wieś znajdowała do 1938 roku w granicach gminy Ostrów Warcki.
Dzisiejszy obraz wsi
Ostrówek ma rolniczy charakter, choć położenie pomiędzy lasem a kompleksem łąk i pastwisk oraz bliskość rzeki Teleszyny stwarza bardzo dobre, choć na razie jeszcze niewykorzystywane warunki do rekreacji i wypoczynku na łonie natury. W centrum wsi znajduje się strażnica Ochotniczej Straży Pożarnej.